# 2024년 바누아투 지진
2024년 바누아투 지진(영어: 2024 Port Villa earthquake)은 바누아투 표준시 기준 2024년 12월 17일 12시 47분에 바누아투의 수도 포트빌라에서 발생한 모멘트 규모 7.3의 지진이다. 최소 16명이 사망하고 265명 이상이 다쳤다. 바누아투의 수도인 포트빌라를 중심으로 극심한 피해가 발생했다. 또한 지진으로 인해 25cm 높이의 지진해일이 발생했다.

## 지질학적 환경

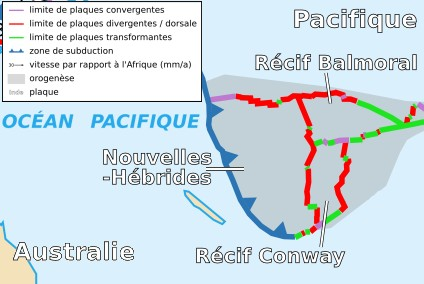
뉴헤브리디스판 주변 지역의 지질도 (프랑스어)

바누아투 군도 서남쪽에 있는 가장 뚜렷한 지질학적 구조로는 오스트레일리아판과 뉴헤브리디스판의 수렴 경계인 뉴헤브리디스 해구이다. 이 해구에선 베니오프대를 따라 최대 700 km 깊이에까지 천발지진, 중발지진, 심발지진 활동이 관측된다. 북북서 방향을 축선으로 동북 방향으로 가라앉는 섭입대를 따라 화산 활동도 일어난다. 이 섭입대는 전 세계에서 가장 활발히 활동하는 판 경계로 연간 약 170 mm의 속도로 움직인다.
열도 대부분은 거의 70°의 각도로 가파르게 침강하는 베니오프대를 따라 중발지진이 자주 일어나지만 당트르카스토 해령 주변은 그렇지 않은 특성을 보인다. 서쪽에서 섭입대 방향으로 50 km 깊이 지역에서는 지진이 발생하지 않는 지진공백역이 있다. NUVEL-1 지구 상대적 판 운동 모델에 따르면 연간 약 8 cm의 속도로 수렴이 일어나고 있다. 통가 해구에서도 영향을 미치는 이런 불안정한 섭입은 멀리 북피지 해저평원의 발산 경계의 영향으로 일어난다. 1909년부터 2001년까지 규모 Mw7.0 이상의 지진이 총 58차례 발생했으나 이에 대한 연구는 거의 없다.

## 지진
이번 지진은 바누아투 에파테섬 해안에서 약 30 km 떨어진 해역에서 발생했다. 미국 지질조사국(USGS)에 따르면 지진의 진원 깊이는 57.1 km, 지진의 규모는 모멘트 규모 기준 Mw7.3으로 분석했다. 발진기구해 분석에 따르면 진원 단층은 사교성 정단층으로 나타났다. 진원 깊이와 함께 분석한다면 이번 지진은 섭입하는 오스트레일리아판 내에서 발생한 지진으로 분석된다. USGS는 이번 지진에서 2가지 유한단층모델을 제시했다. 하나는 서북쪽을 축선으로 하는 서남서쪽으로 얕게 경사를 가진 단층의 파열이며, 다른 하나는 동북동쪽을 축선으로 하는 거의 수직에 가깝게 경사를 가진 단층의 파열로 분석했다. 두 단층파열 모델 모두 최대 3 m 정도 단층이 움직였다고 분석했다. 지진의 흔들림은 거의 30초 가까이 지속되었다. 본진 발생 이후 300차례 이상의 여진이 기록되었으며 그 중 가장 큰 규모의 여진은 12월 22일 일어난 규모 M6.1의 여진이다. 이번 지진은 보통 쓰나미를 일으킬 정도의 규모인 진도 M8보다는 작은 규모이다.

## 피해
이번 지진으로 12월 23일 기준 최소 14명이 사망했고 265명이 부상을 입었으며 수많은 사람들이 실종 중인 상태이다. 사상자 중 2명이 중국인, 사망자 1명과 부상자 3명이 태국인, 사망자 1명이 프랑스인으로 확인되었다. 주택 211채 이상이 피해를 입었는데 이 중 45채가 반파 혹은 완전 붕괴되었으며 전 바누아투 총리인 이스마엘 칼사카우는 에파테섬 내 거의 모든 주택이 피해를 입었다고 말했다. 포트빌라에서는 최소 건물 10채가 붕괴되었고 붕괴된 건물 중 일부는 누진붕괴(팬케이크식 붕괴)로 무너졌다. 미국, 영국, 프랑스, 뉴질랜드 대사관과 고등판무관 건물 1층이 무너졌다. 미국, 프랑스, 뉴질랜드, 오스트레일리아에서 파견된 외교관은 안전한 상태라고 발표했다. 또한 산사태도 여럿 발생해 도로가 막히거나 도시 부두가 매몰되는 피해가 발생했다. 교량 2개도 붕괴되었다. 이번 지진은 포트빌라 중심부에서 점심 시간 쇼핑몰에 사람이 붐비는 시각에 일어나 많은 부상자가 발생했다.
포트빌라 주변에서 산사태가 일어나 국제 해운 터미널을 강타했고 포트빌라 바우어필드 국제공항의 활주로와 관제탑이 손상되어 여러 항공편의 운항이 취소되었고 72시간동안 인도적 지원을 위한 항공기를 제외한 나머지 비긴급 항공편의 운항이 중단되었다. 또 다른 산사태에서는 버스가 흙에 파묻혀 여러 명이 사망했다. 2개 저수지와 포트빌라 중심부의 병원도 지진으로 손상을 입어 환자가 군 캠프로 긴급 이송되었다. 외곽 마을과 다른 섬에서도 산사태 피해가 보고되었으며 폭우시 붕괴 위험이 높았던 다리 3곳이 손상을 입었다. 전력선 2곳도 피해를 입었다. 지진으로 발생한 산사태는 주변 섬의 비행장을 매몰시키고 상수도망도 파괴되었다.
지진으로 최대 25 cm 높이의 쓰나미가 관측되었다. 바누아투에 인터넷 서비스를 제공하는 해저 케이블이 손상되어 인터넷이 일시적으로 끊겼다. 바누아투 정부 기관의 홈페이지도 오프라인으로 연결이 끊어졌고 경찰 및 관련 정부 기관의 통신 회선은 서비스 불가 상태로 끊어졌다. 바누아투 방송사 및 텔레비전 공의 방송국 건물도 지진으로 손상을 입어 방송이 중단되었다. 이렇게 인터넷 연결 문제가 있었으나 바누아투 시민들은 스타링크를 통해 인터넷에 연결했다. 바누아투 적십자사 건물도 피해를 입었다. 도시에 정전과 단수가 잇다르면서 설사 환자가 늘어났다. 주요 상하수도 및 전력망 인프라 공급 업체인 UNELCO는 상수도 복구에 최대 2주가 걸린다고 발표했다. 마타소섬에서는 산사태로 밭이 파묻혀 광범위한 농작물 피해가 발생해 식량 부족 우려가 일어났다. 포트빌라의 일부 주민은 여진으로 인해 집으로 돌아가길 꺼려했고 일부 가족은 추가 여진의 우려로 열린 광장에서 텐트를 치고 밖에서 잠을 청했다. 진앙과 가장 가까운 말로무아섬에서는 건물 6채가 붕괴되었고 토지 20헥타르 영역이 산사태 피해를 입었다. 산사태로 여러 주택이 파괴되었고 멜레마트 마을에서는 단수 피해가 발생했다.
미국 지질조사국은 이번 지진으로 바누아투 총 GDP의 1~10% 정도의 경제적 피해가 발생할 수 있다고 평가했다. 유엔 인도주의 업무 조정국(OHCA)는 이번 지진으로 바누아투 인구의 1/3 정도인 116,000명이 직접적인 피해를 입었다고 추정했다. 이 중 어린이는 14,000명에 달한다. 최소 2,435명이 난민이 되었으며 2만명 이상이 단수 피해를 입었다.

## 반응
이번 지진으로 태평양 지진해일 경보 센터(PTWC)에서는 바누아투, 피지, 커르머덱 제도, 키리바시, 누벨칼레도니, 파푸아뉴기니, 솔로몬 제도, 투발루, 왈리스 푸투나 지역에 최대 1 m 높이의 쓰나미가 올 수 있다는 쓰나미경보를 발표했다. 이 경보는 바누아투 표준시(VUT) 14시 14분에 해제되었다. 바누아투 국가재난관리부는 해안 지역 주민에게 고지대로 대피하라고 발표했다. 한 현지 언론인은 피지방송협회(FBC) 뉴스에 바누아투 기동군(VMF)과 정부 내 긴급대책위원회 요원이 피해 주민을 돕기 위해 즉시 동원되었다고 말하면서 "정부 관료들이 여러 사상자를 처리하고 있다"고 말했고 덧붙여 "현지 정부가 높은 경계태세에 돌입했다"고 말했다. 포트빌라 중앙병원 응급병동 바깥에는 트리아지(대량 사상자 분류) 센터가 설치되었다. 포트빌라 중심업무지구는 지진으로 폐쇄되었고 도시 전체에는 물을 끓여 먹으라는 통지가 선포되었다. 관료들은 현재 피해 정도를 평가하고 구조 활동의 우선 순위를 파악하는 중이라고 밝혔다.
바누아투의 총리 샬롯 살와이는 지진 발생 이후 7일간 국가비상사태와 야간 통금령을 선포했고 국제적인 지원을 요청했다. 오스트레일리아, 프랑스, 뉴질랜드, 미국 정부는 인도주의 관련 장비와 인력을 바누아투에 급파했다. 오스트레일리아는 포트빌라 공항의 운영을 재개하기 위해 지원을 하는 중이라고 밝혔다. 피지도 지원을 제공하고 인력을 바누아투 현지에 배치했다. 하지만 포트빌라 공항에 접근이 불가능해 피지의 인력과 인도적 지원 장비는 에스피리투산토섬의 산토 국제공항을 통해 배치되었다. 이곳에서 지원팀이 선박을 통해 해상으로 피해 지역으로 이동했다. 바누아투에 있는 오스트레일리아 시민 약 700명이 오스트레일리아 왕립 공군 항공기를 통해 대피했고 뉴질랜드 국민 81명과 기타 국가의 국민 12명은 뉴질랜드 방위군 항공기를 통해 대피했다. 프랑스군은 누벨칼레도니 국적 어린이 20명을 대피시켰다. 12월 18일에는 뉴질랜드 왕립 공군 소속 록히드 C-130 허큘리스 항공기는 도시 수색 및 구조팀을 태우고 바누아투로 향하다 엔진 화재 경보가 발생해 급히 누벨칼레도니의 누메아에 긴급 착륙했다.
2024년 12월 20일에는 뉴질랜드에서 7톤 이상의 구조 물자가 보내졌다. 이 물자에는 도시 구조 및 수색팀, 뉴질랜드 보건부 직원, 뉴질랜드 적십자사 직원을 함께 배치했으며 그 외 스타링크 장치 및 위성전화 물자도 같이 보내졌다. 12월 22일에는 포트빌라 공항의 상업 운영이 재개되었다.

## 같이 보기
- 바누아투의 지진
- 2024년 지진
- 2002년 포트빌라 지진